# 伊東紅
伊東 紅（いとう べに、1993年5月8日 - ）は、日本のAV女優。
東京都出身。アットハニーズ所属。

## 略歴
2013年8月、アリスJAPANの専属女優としてAVデビューした。
趣味は少女漫画、特技は電車の乗り換え。
2014年11月、エスワン専属として再デビュー。

## 作品

### アダルトビデオ
2013年
- 元アイドルユニットメンバー伊東紅AVデビュー（8月9日、アリスJAPAN）
- 100イキッ!! 伊東紅（9月13日、アリスJAPAN）
- 本能を呼び覚ます濃厚なる4つのSEX 伊東紅（10月11日、アリスJAPAN）
- 超!!ハズかC失禁 伊東紅（11月8日、アリスJAPAN）
- いやらしい接吻と交尾 伊東紅（12月13日、アリスJAPAN）

2014年
- 芸能人ソープ 伊東紅（1月10日、アリスJAPAN）
- 大イカセ乱交 伊東紅（2月28日、アリスJAPAN）
- レイプ狂い 伊東紅（3月28日、アリスJAPAN）
- エビ反り軟体SEX 伊東紅（4月25日、アリスJAPAN）
- 紅先生のぶっかけ教室 伊東紅（5月25日、アリスJAPAN）
- 出会って4秒で合体 伊東紅（6月27日、アリスJAPAN）
- 専属NO.1 STYLE 伊藤紅エスワンデビュー（11月19日、エスワン）※Blu-ray版同時発売
- 紅と同棲ズボズボ性活 伊藤紅（12月19日予定、エスワン）

### イメージビデオ
- Beni スカーレットエンジェル/伊東紅（2013年9月5日、グラッツコーポレーション）※Blu-ray版同時発売
- 湯けむりおっぱい/伊藤紅（2014年9月29日、オルスタックピクチャーズ）

### 写真集
- INNOCENCE（2013年8月7日、双葉社、撮影：西田幸樹）ISBN 978-4575305579

## 出演

### テレビ
- ビ〜チ9（2013年10月26日・11月、テレビ埼玉）
- 匿名探偵 第3話（2014年7月25日、テレビ朝日系）[2]

### 舞台
- "STRAYDOG"Produce公演
  - 母の桜が散った夜（2014年4月12日 - 13日、HEP HALL / 4月16日 - 20日、シアターサンモール）
  - 閨房のアライグマ（2014年4月16日 - 20日、シアターサンモール）
  - 女の子ものがたり（2014年5月3日 - 6日、シアターグリーン / 5月17日 - 18日、ABCホール）

### 映画
- ノ・ゾ・キ・ア・ナ（2014年6月28日公開)
  - 実写版（2014年8月11日 - 、全6話、JCOMオンデマンド / Gyaoストア）
  - 編集版（2014年11月 - 、全8話、チャンネルNECO）
- メイクルーム（2015年、ストレイドッグ） - 綾瀬まさみ 役
- メイクルーム2（2016年、キャンター） - 綾瀬まさみ 役[3]
- 灰色の壁 -大宮ノトーリアス-（2022年2月25日、アルバトロス・フィルム） - 亜里沙 役[4]